# Miloš Vystrčil

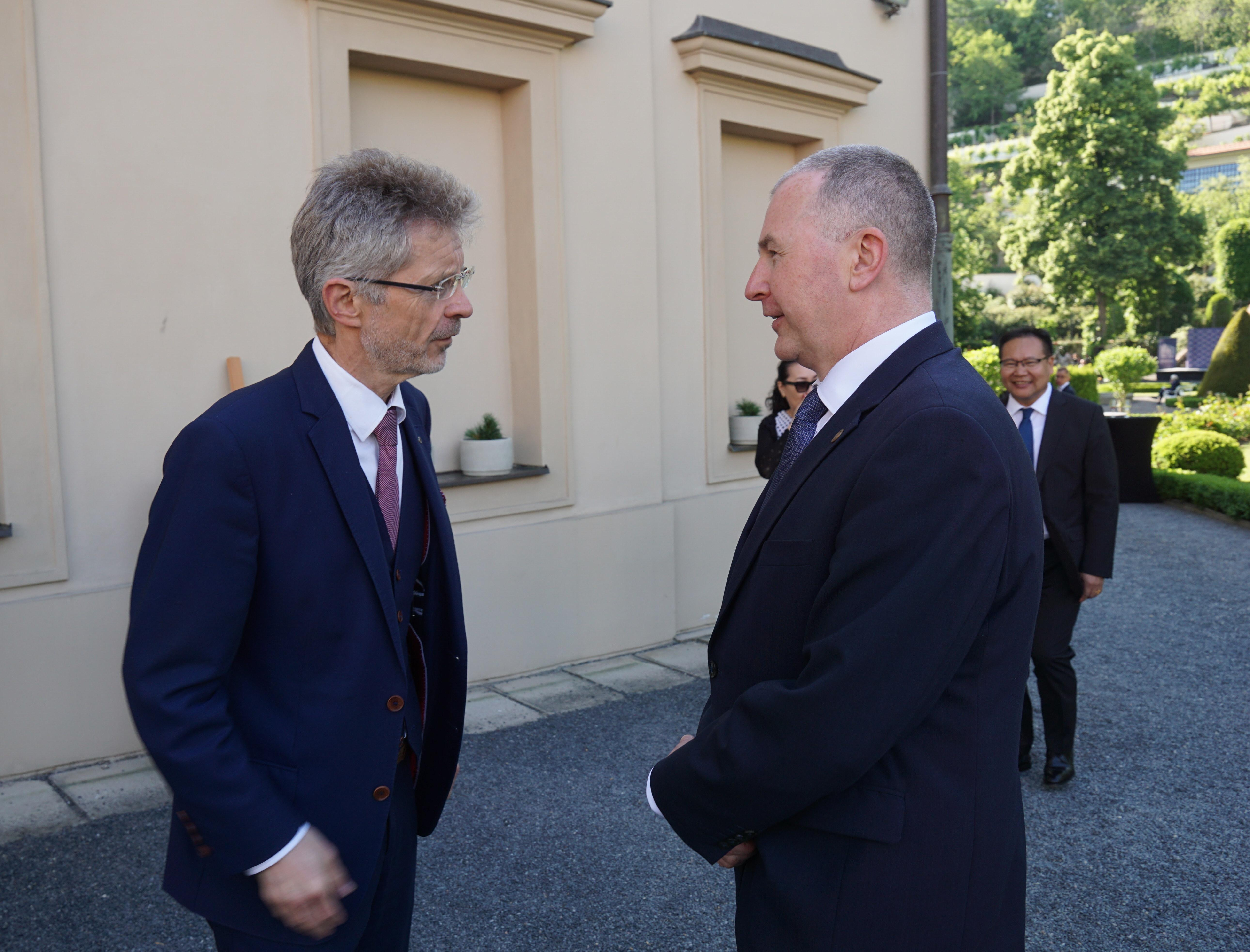
Miloš Vystrčil i ambasador Mateusz Gniazdowski podczas uroczystości w Ambasadzie RP w Pradze (2024)

Miloš Vystrčil (ur. 10 sierpnia 1960 w Dačicach) – czeski polityk, nauczyciel i samorządowiec, w latach 2004–2008 hetman kraju Wysoczyna, od 2020 przewodniczący Senatu Republiki Czeskiej.

## Życiorys
W 1984 ukończył studia z matematyki i fizyki na Uniwersytecie Masaryka w Brnie. Odbył służbę wojskową, po czym w 1985 został nauczycielem w szkole Gymnázium Otokara Březiny w Telczu. W latach 1992–1998 pełnił funkcję zastępcy dyrektora tej placówki. W 1991 wstąpił do Obywatelskiej Partii Demokratycznej (ODS). Stopniowo awansował w partyjnej strukturze, w 2014 obejmując funkcję jej wiceprzewodniczącego na szczeblu krajowym. Obejmował szereg stanowisk w administracji samorządowej. W 1994 został po raz pierwszy radnym Telcza. W latach 1998–2001 sprawował urząd burmistrza. W 2000 po raz pierwszy wybrano go do rady kraju Wysoczyna. Od 2001 do 2004 był zastępcą hetmana kraju, w latach 2004–2008 stał na czele administracji regionalnej. Powrócił do pracy w szkole w Telczu, zaś w 2009 został nauczycielem akademickim na politechnice w Igławie (VŠPJ).
W wyniku wyborów w 2010 zasiadł w Senacie. Z powodzeniem ubiegał się o senacką reelekcję w 2016 oraz 2022. Był wiceprzewodniczącym i pierwszym wiceprzewodniczącym frakcji senackiej ODS, a w 2016 stanął na czele tego gremium.
W lutym 2020 został wybrany na przewodniczącego izby wyższej czeskiego parlamentu, zastępując zmarłego w poprzednim miesiącu Jaroslava Kuberę.
Latem 2020 Miloš Vystrčil przewodniczył czeskiej delegacji, która złożyła wizytę na Tajwanie, co spotkało się z publicznymi negatywnymi reakcjami przedstawicieli władz Chin.

## Odznaczenia
- Krzyż Wielki Orderu Gwiazdy Rumunii (Rumunia, 2023)[9]